# FC Bassano 1903 ASD
Football Club Bassano 1903 Associazione Sportiva Dilettantistica, zkráceně jen Bassano je italský klub hrající v sezoně 2024/25 4. italskou fotbalovou ligu, sídlící ve městě Bassano del Grappa v regionu Benátsko.

## Změny názvu klubu
- 1920/21 – 1921/22 – US Bassanese (Unione Sportiva Bassanese)
- 1922/23 – 1934/35 – AC Bassano (Associazione Calcistica Bassano)
- 1935/36 – 1938/39 – ASF Bassano (Associazione Sportiva Fascista Bassano)
- 1939/40 – 1944/45 – AFC Bassano (Associazione Fascista Calcio Bassano)
- 1945/46 – 1967/68 – AC Bassanese (Associazione Calcio Bassanese)
- 1968/69 – 1995/96 – AC Bassano Virtus (Associazione Calcio Bassano Virtus)
- 1996/97 – 2017/18 – Bassano Virtus 55 (Bassano Virtus 55 Soccer Team)
- 2018/19 – FC Bassano 1903 ASD (Football Club Bassano 1903 Associazione Sportiva Dilettantistica)

## Získané trofeje

### Vyhrané domácí soutěže
- 4. italská liga (1x)

2013/14
- 5. italská liga (2x)

1985/86, 2004/05

## Účast v ligách
| Úroveň soutěže | Název soutěže (nynější název) | První hraná sezona | Poslední hraná sezona | celkem odehraných sezon |
| -------------- | ----------------------------- | ------------------ | --------------------- | ----------------------- |
| 3              | Serie C                       | 1928/29            | 2017/18               | 14                      |
| 4              | Serie D                       | 1929/30            | 2024/25               | 25                      |
| 5              | Eccellenza                    | 1957/58            | 2004/05               | 22                      |

## Trenéři

### Známí trenéři v klubu
- Luca Gotti (2001–2004)
- Valerio Bertotto (2017)